# Caroline Gaudardová
Caroline Louise Sophie Gaudardová (nepřechýleně Caroline Gaudard; 19. března 1846 v Lausanne, Švýcarsko – 30. září 1929 Göteborg) byla švýcarsko-švédská fotografka, výtvarnice a učitelka. Je známá především svými fotografiemi interiérů buržoazních domů v Göteborgu a Stockholmu.

## Životopis
Gaudardová se narodila v Lausanne a před příchodem do Göteborgu v roce 1880 žila nějakou dobu v Rakousku. Poskytovala soukromé hodiny francouzštiny a angličtiny a také kreslení. Výuka kreslení probíhala v angličtině nebo francouzštině a byla tak spojena s jazykovou praxí. Gaudardová vystavovala na konci 80. let 19. století obrazy a fotografie v knihovnách v Göteborgu. Její práce byly popsány v magazínu Göteborgsposten jako vhodné vánoční dárky. V roce 1893 otevřela v Göteborgu fotografickou společnost. Specialitou firmy byly fotografie interiérů soukromých domů, něco, co si získalo popularitu mezi bohatými.
Gaudardová se přestěhovala do Stockholmu v roce 1897. Tam pokračovala ve výuce jazyků a pracovala jako fotografka. Specialitou zůstaly fotografie interiérů. Nějakou dobu také vedla fotografické studio Linnéa, které produkovalo fotografické vizitky v ulici Näckströmsgatan. Po krátké době v Alingsås v letech 1905–1906 se přestěhovala zpět do Göteborgu. V roce 1907 se stala švédskou občankou. Pokračovala ve výuce jazyků až do své smrti v roce 1929.
Mnoho z autorčiných interiérových fotografií je zachováno ve sbírkách Městského muzea v Göteborgu. Výstava Eternal Moments konaná v muzeu v roce 2013 představila fotografie Gaudardové a dvou jejích současných göteborských fotografek: Olgy Rinmanové a Anny Backlundové. Archivní nález 16 interiérových snímků Gaudardové z vily Korndal v Mölndal byl učiněn v roce 2021. Dva autorčiny obrazy jsou zachovány v archivech Garden Society v Göteborgu a dvě litografie jsou ve sbírkách Národního muzea.

## Fotogalerie

Famlijen Plass byt v Göteborgu, jídelna a společenská místnost. Kolem roku 1890.
Studio Hildy Lindgrenové, asi 1897
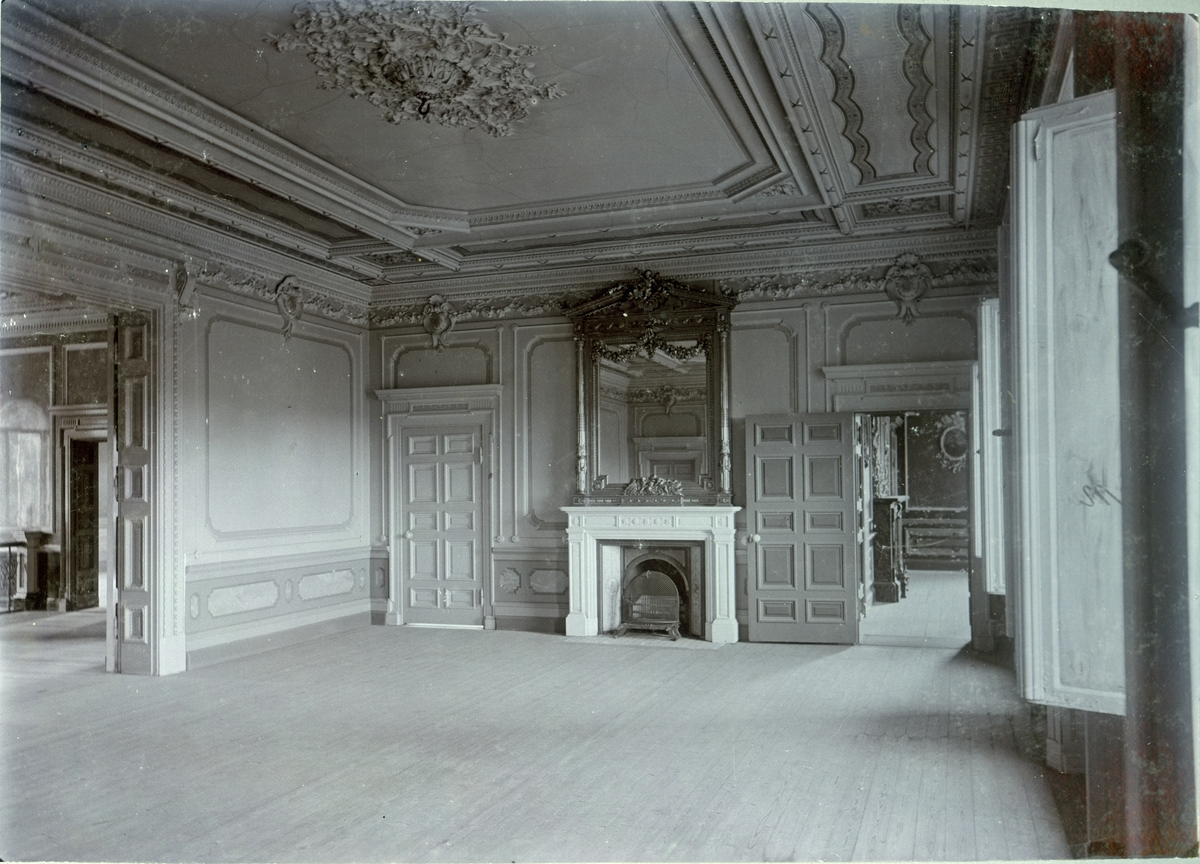
Interiér Villy Korndal, salon, 1895